# Aphanopus carbo
Az Aphanopus carbo a sugarasúszójú halak (Actinopterygii) osztályának a sügéralakúak (Perciformes) rendjébe, ezen belül az abroncshalfélék (Trichiuridae) családjába tartozó faj.

## Előfordulása
Az Aphanopus carbo előfordulási területe az Atlanti-óceán északi felének a mélyebb részei.

## Megjelenése

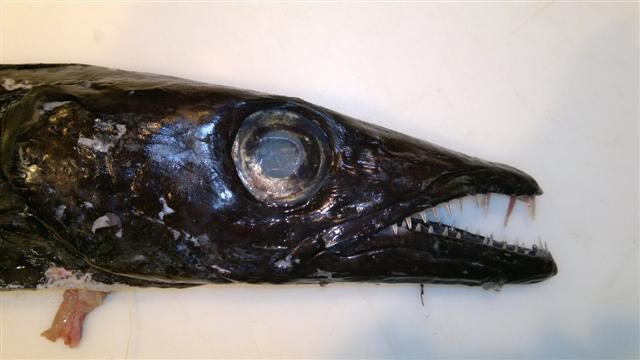
Portré

Ez a hal általában 70-80 centiméter hosszú, de akár 110, legfeljebb 145 centiméteresre is megnőhet. Hátúszóján 34-41 tüske látható. 97-100 csigolyája van. Teste igen nyújtott. Pofája nagy; szájában sok agyarszerű fog ül. A fiatal példánynál a mellúszót csak egy tüske alkotja, a felnőtt esetében ez is eltűnik, visszafejlődik. A hal színe fénylő, rozsdás fekete. A száj és a kopoltyúk belseje fekete.

## Életmódja
Mélytengeri halfaj, amely általában 200-1700 méteres mélységekben tartózkodik. A fiatal példány a felszínhez közelebb él, a felnőtt hal tartózkodik a mélyebb vizekben, azonban ez is éjszakánként feljön vadászni. Tápláléka rákok, fejlábúak és halak.

## Szaporodása
Az ikra és az ivadék, a nyélit vízen lebegnek.

## Felhasználása
Az Aphanopus carbonak igen jelentős halászati értéke van. A Madeira-szigetek egyik legfontosabb hala. Egy madeirai halászhajó, egyszer 1000 tonna Aphanopus carbot fogott ki. A Brit-szigetek nyugati részén, és a Közép-Atlanti hátság környékén, ez a hal gyakran mellékfogásként kerül az óriás halászhajók hálóiba.

## Képek

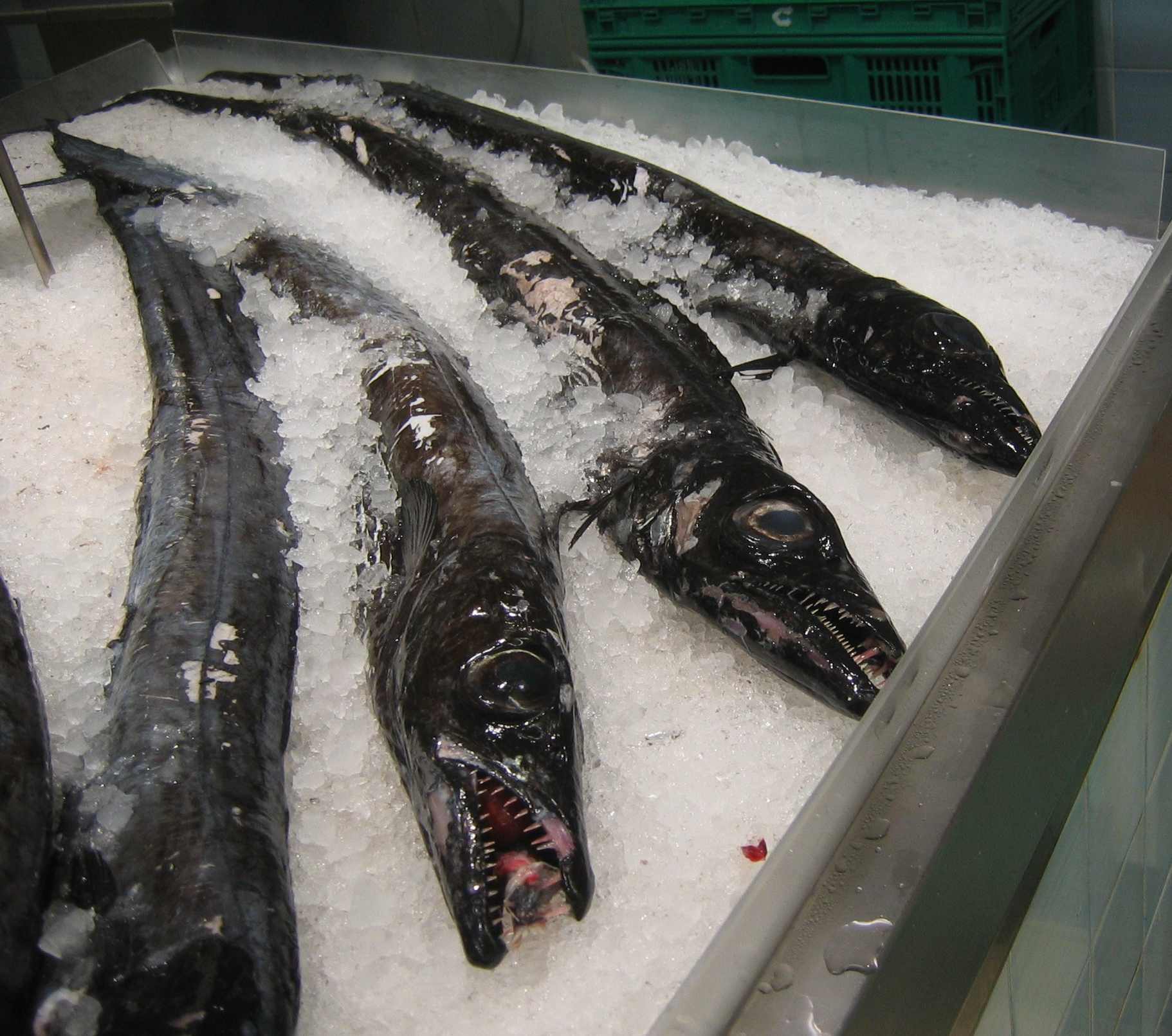
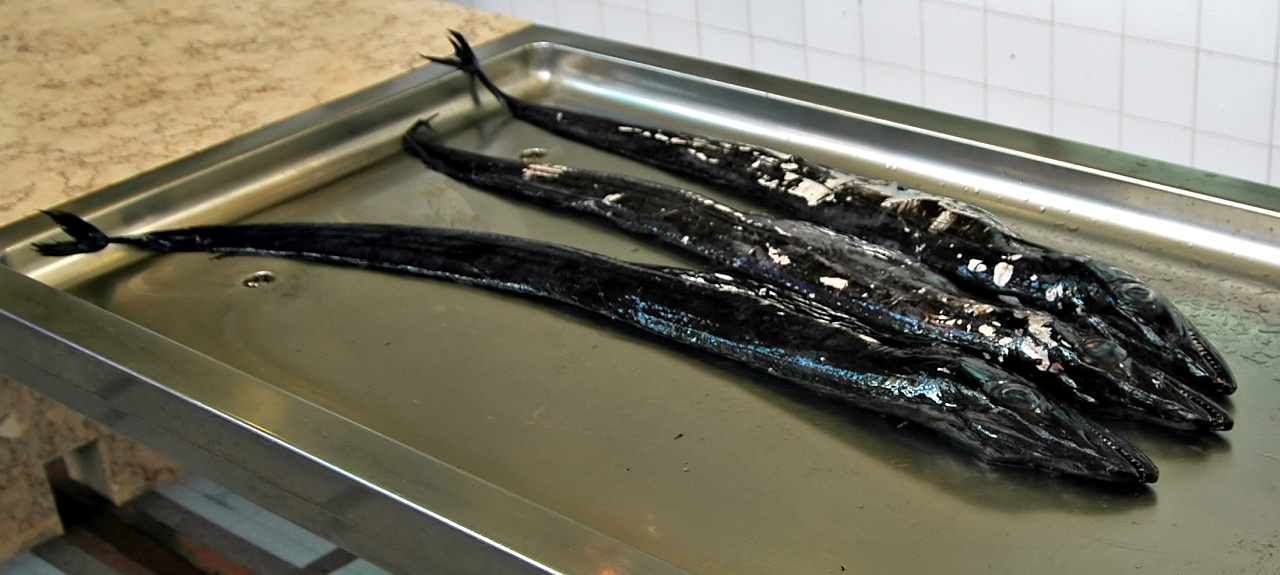
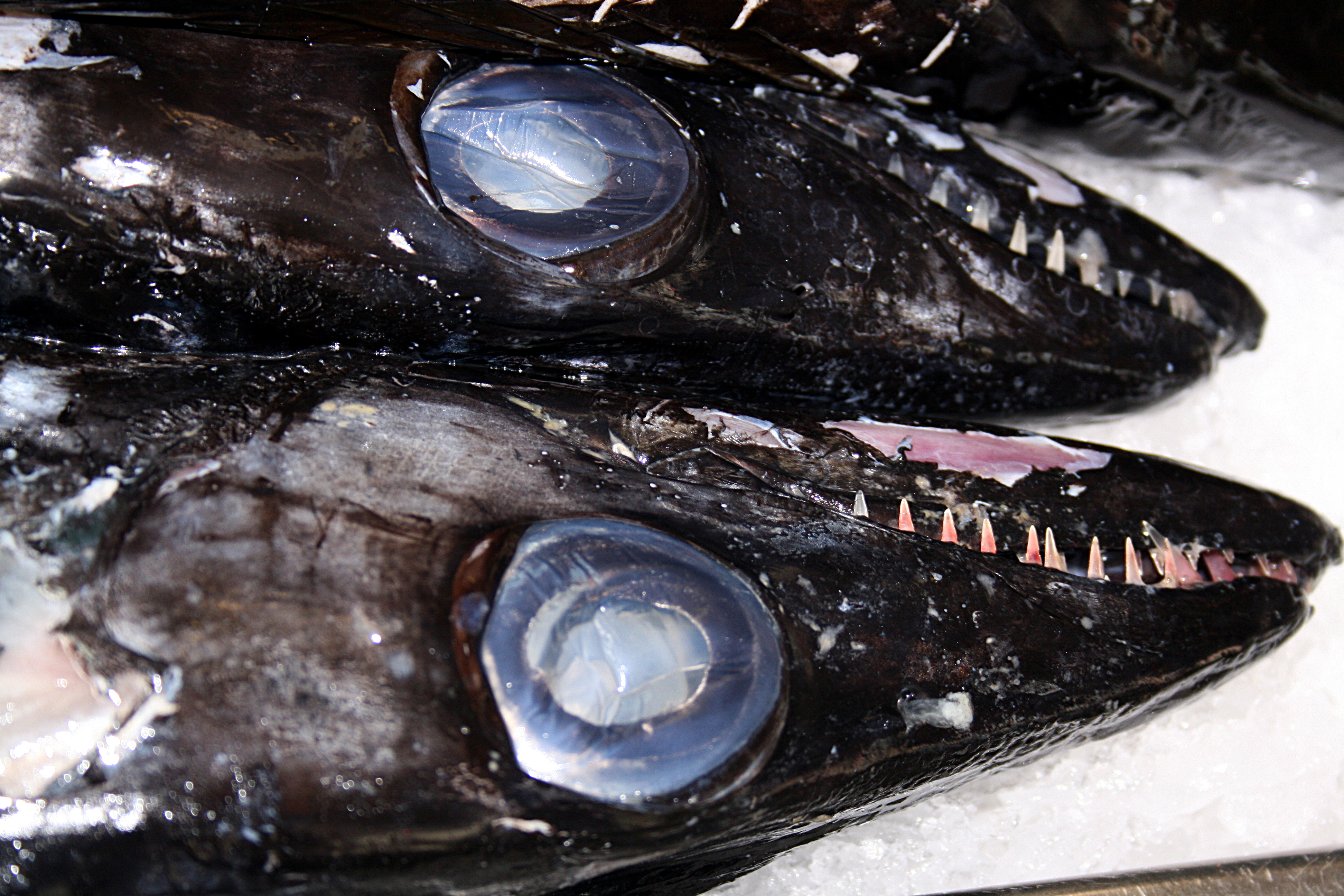
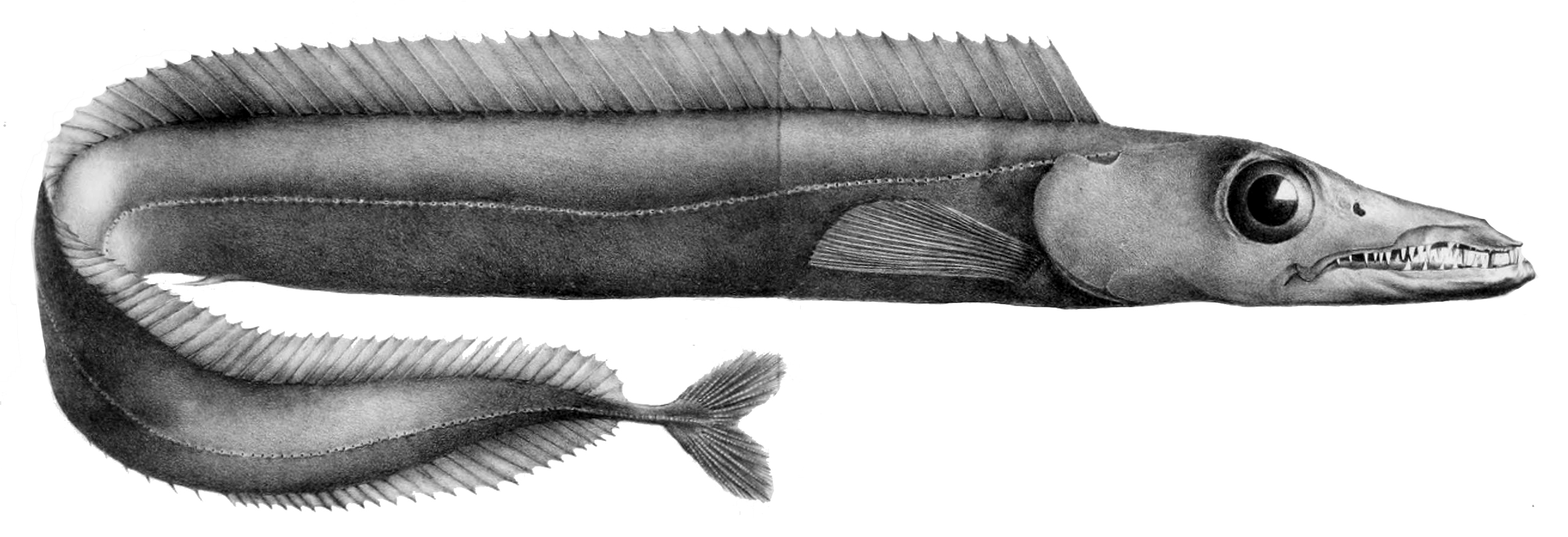
rajz a halról